# Гранчари (Загреб)
Гранчари (хрв. Grančari) су насељено место у саставу града Загреб, Хрватска.

## Историја
До територијалне реорганизације у Хрватској били су у саставу ужег подручја града Загреб.

## Становништво
На попису становништва из 2021. године, Гранчари су имали 254 становника.
| Број становника према пописима | Број становника према пописима | Број становника према пописима | Број становника према пописима | Број становника према пописима | Број становника према пописима | Број становника према пописима | Број становника према пописима | Број становника према пописима | Број становника према пописима | Број становника према пописима | Број становника према пописима | Број становника према пописима | Број становника према пописима | Број становника према пописима | Број становника према пописима | Број становника према пописима |
| ------------------------------ | ------------------------------ | ------------------------------ | ------------------------------ | ------------------------------ | ------------------------------ | ------------------------------ | ------------------------------ | ------------------------------ | ------------------------------ | ------------------------------ | ------------------------------ | ------------------------------ | ------------------------------ | ------------------------------ | ------------------------------ | ------------------------------ |
| 1857.                          | 1869.                          | 1880.                          | 1890.                          | 1900.                          | 1910.                          | 1921.                          | 1931.                          | 1948.                          | 1953.                          | 1961.                          | 1971.                          | 1981.                          | 1991.                          | 2001.                          | 2011.                          | 2021.                          |
| 88                             | 106                            | 116                            | 138                            | 125                            | 154                            | 186                            | 203                            | 174                            | 182                            | 158                            | 162                            | 163                            | 156                            | 194                            | 221                            | 254                            |